# Адам Фастнахт
Адам Фастнахт (пол. Adam Fastnacht, 27 липня 1913, м. Сянік, тепер Польща — 16 лютого 1987, м. Вроцлав) — польський історик, доктор наук, дослідник історії Сяноччини, багаторічний куратор Оссолінеуму.

## Життєпис
Адам Райнфус народився 27 липня 1913 року у Сяніку в сім'ї німецьких колоністів Владислава Фастнахта та Софії з Волощаків. Його предки прибули до Польщі з Німеччини з передмістя Бурладінгена (нім. нім. Burladingen), що у землі Баден-Вюртемберг, у період так званої Йосифінської колонізації.
З 1923 по 1931 роки навчався в Гімназії імені Корололеви Софії в Сяніку. У цей час разом із Стефаном Стефанським та Александром Рибіцким розпочали роботу над збором експонатів, які в подальшому лягли в основу новоствореного Історичного музею в Сяніку (пол. пол. Muzeum Historyczne w Sanoku). 19 травня 1931 року успішно здав випускні іспити.
Навчання продовжив на гуманітарному факультеті Університету імені Яна Казимира у Львові. Захистив магістерську роботу на тему «Народна література в Галичині у 1846—1850 роках» під керівництвом Францішека Буяка. Будучи студентом під час канікул відвідував Сянік, де займався опрацюванням архівних та бібліотечних матеріалів. Після закінчення навчання в університеті залишився працювати на громадських засадах асистентом в Інституті суспільної та економічної історії. Тоді ж був степендіатом Фонду народної культури (пол. пол. Fundusz Kultury Narodowej).
У період німецької окупації Львова працював у місцевому Управлінні продовольства (нім. нім. Ernährungsamt, пол. пл. Urzędzie Wyżywienia). Разом з братом Маріаном вступив до лав Армії Крайової. Його брат був арештований і згодом розстріляний, тоді як Адам був змушений переховуватися.
Після закінчення ДСВ у 1946 році у Яґелонському університеті отримав наукове звання доктора наук за працю «Заселення земель Сяноччини у 1340—1650 роках» (пол. пол. Osadnictwo Ziemi Sanockiej w latach 1340—1650), яка була написана ще до початку війни під керівництвом все того ж Францішека Буяка, проте вийшла друком у 1961 році.
У 1946 році розпочав наукову роботу в Національній бібліотеці імені Оссолінських у Вроцлаві, спочатку як керівник відділу пошуку колекцій, а з 1951 по виходу на пенсію у 1979 році як керівник відділу рукописів.
Протягом усього часу регулярно підтримував діяльність Історичного музею в Сяніку. На пенсії продовжував дослідницьку роботу, видав «Історико-географічний словник Сяноччини у Середньовіччі» (пол. пол. Słownik historyczno-geograficzny ziemi sanockiej w średniowieczu), монографію про історію міста Лісько (пол. пол. Dzieje Leska do 1772 roku), а також монографію про історію Сяніка, проте не встиг її завершити.
Помер Адам Фастнахт 16 лютого 1987 року, похований у м. Вроцлав. 15 квітня 1987 року його іменем названо Регіональний музей у Березові (пол. пол. Brzozów).
Син Збіґнєв Фастнахт (1942—2001) займався туристичною справою, донька Анна Фастнахт-Ступницька (1945) — фахівець з полоністики.